# Preto sólido (plumagem de frango)

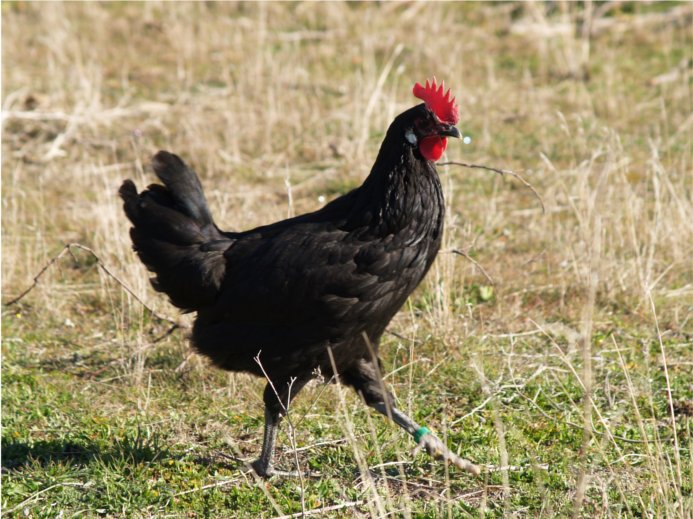
Galinha preta castelhana, uma raça negra sólida típica

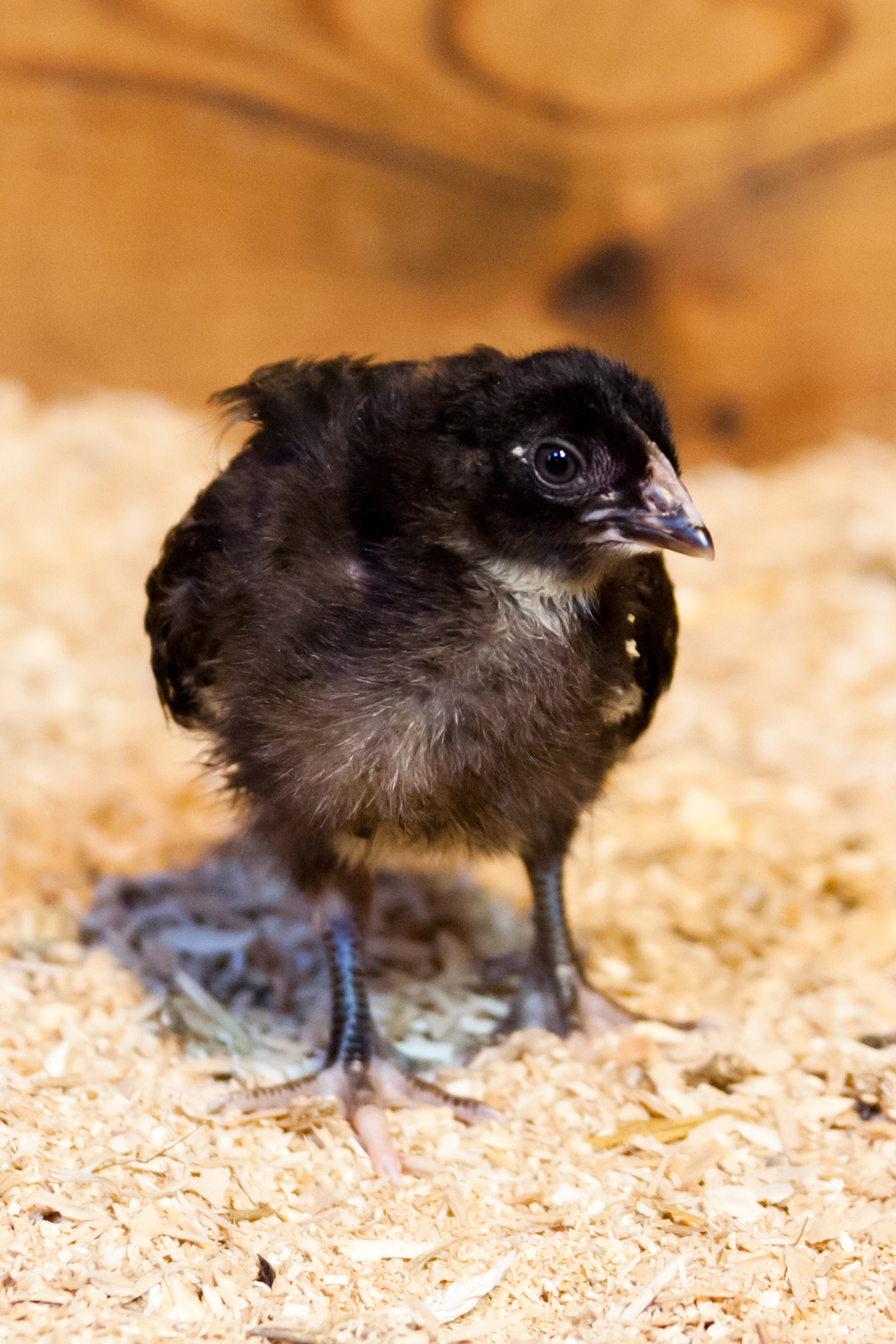
Pintinho preto exibindo atributos associados ao alelo E preto estendido: preto acinzentado com branco acinzentado na superfície ventral e pigmento preto estendido ao bico, pernas e dedos dos pés

A plumagem preta sólida refere-se a um padrão de plumagem presente em galinhas (Gallus gallus domesticus), caracterizado por uma cor preta uniforme em todas as penas. Existem raças de galinhas nas quais a cor típica da plumagem é preta, como Australorp, Sumatra, espanhol preto com cara branca, Jersey Giant e outras. E existem muitas outras raças com variedades de cores diferentes, que também têm uma variedade preta estendida, como Leghorn, Minorca, Wyandotte, Orpington, Langshan e outras.

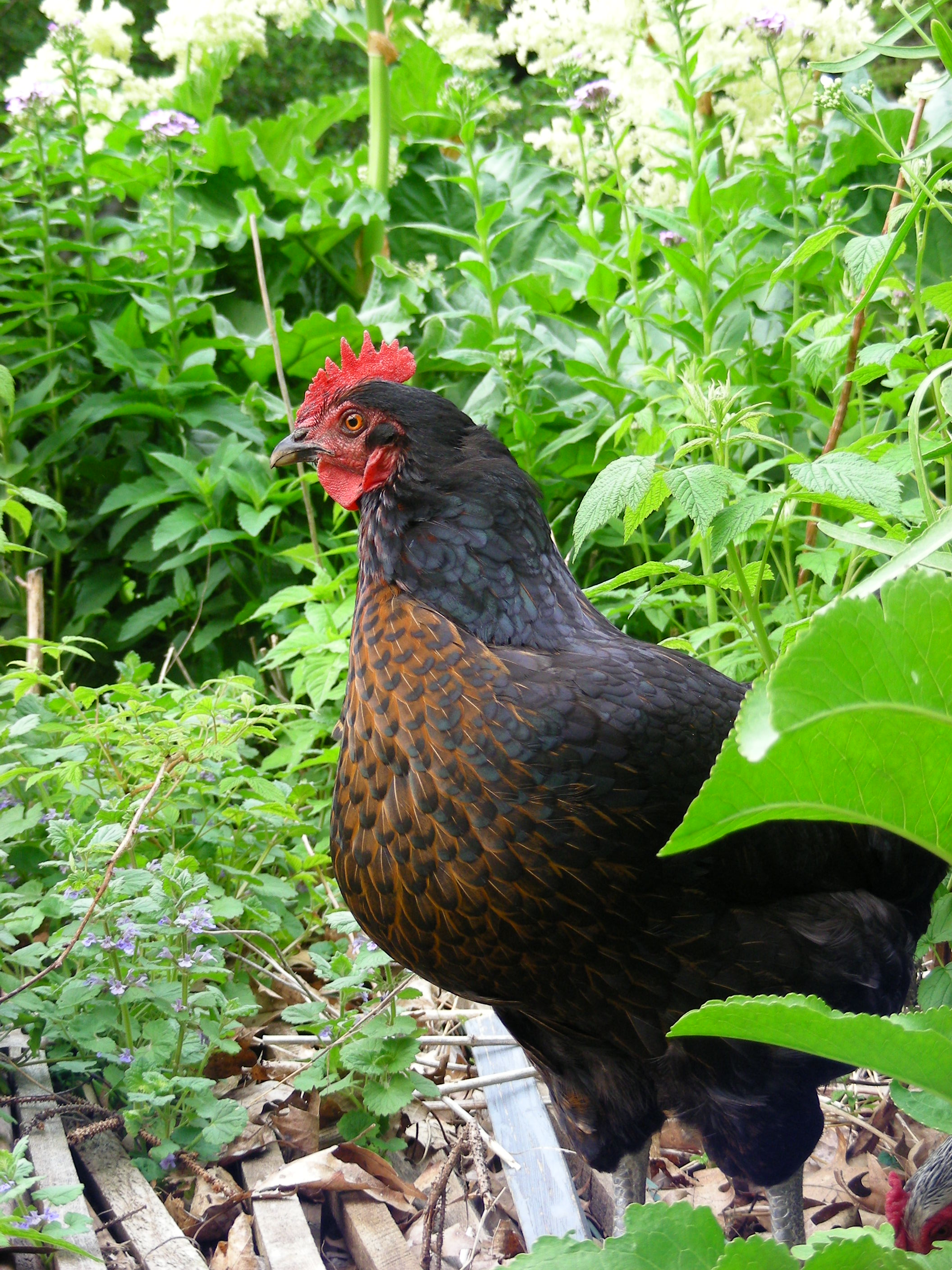
Galinha negra de ligação sexual obtida a partir do acasalamento de machos Rhode Island Red com fêmeas de Barred Rock

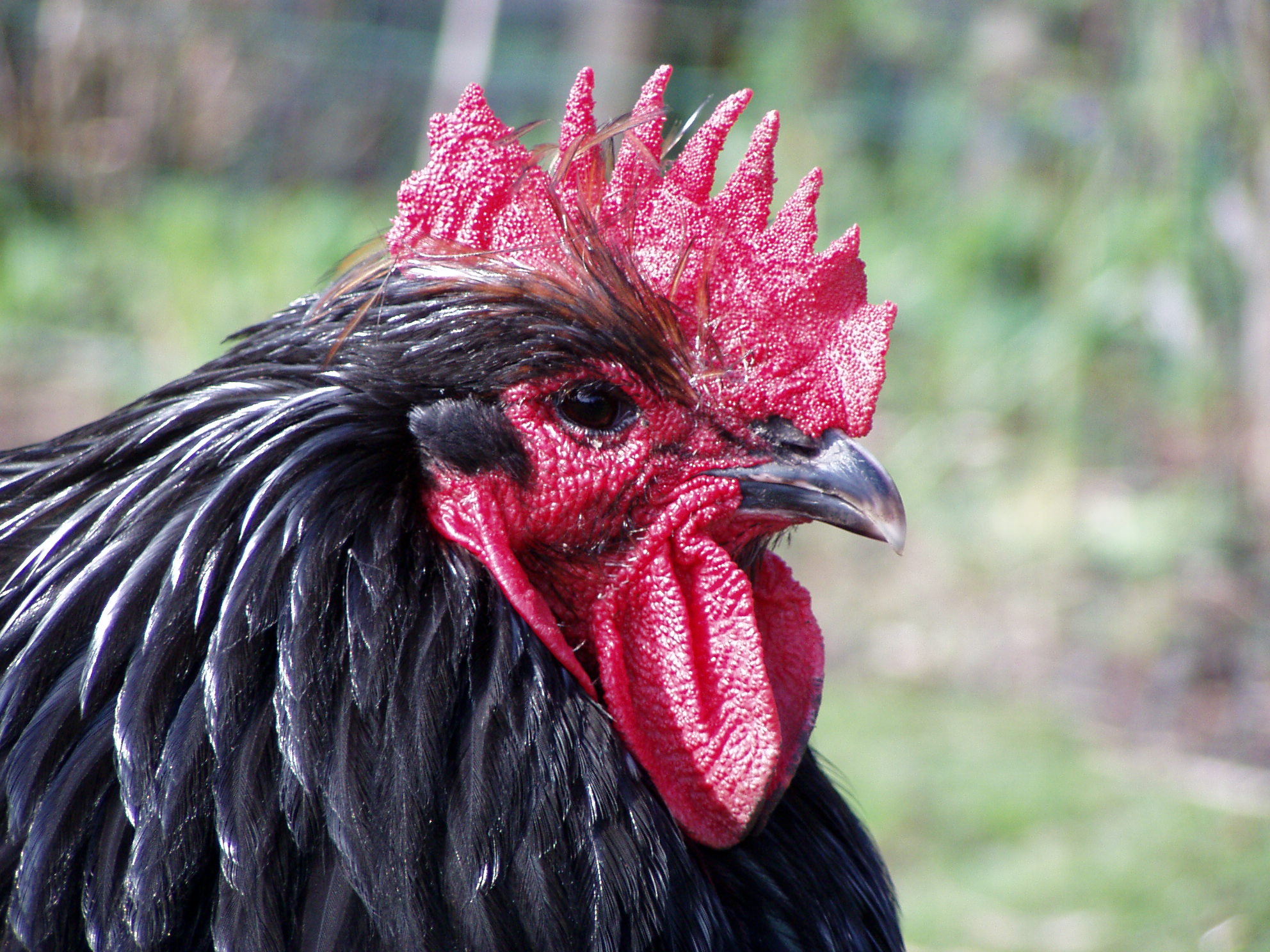
Galo de Orpington preto

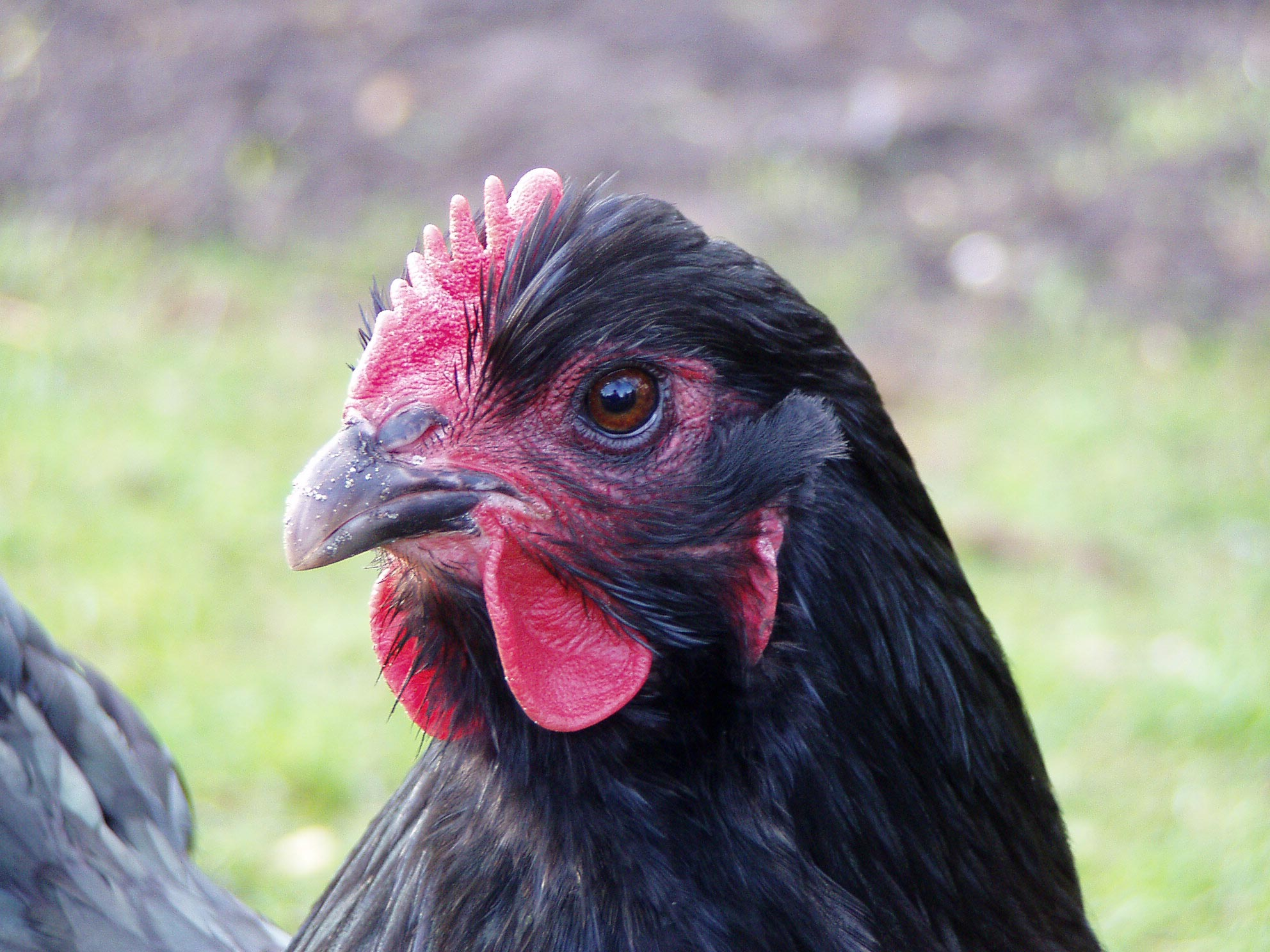
Galinha Orpington preta

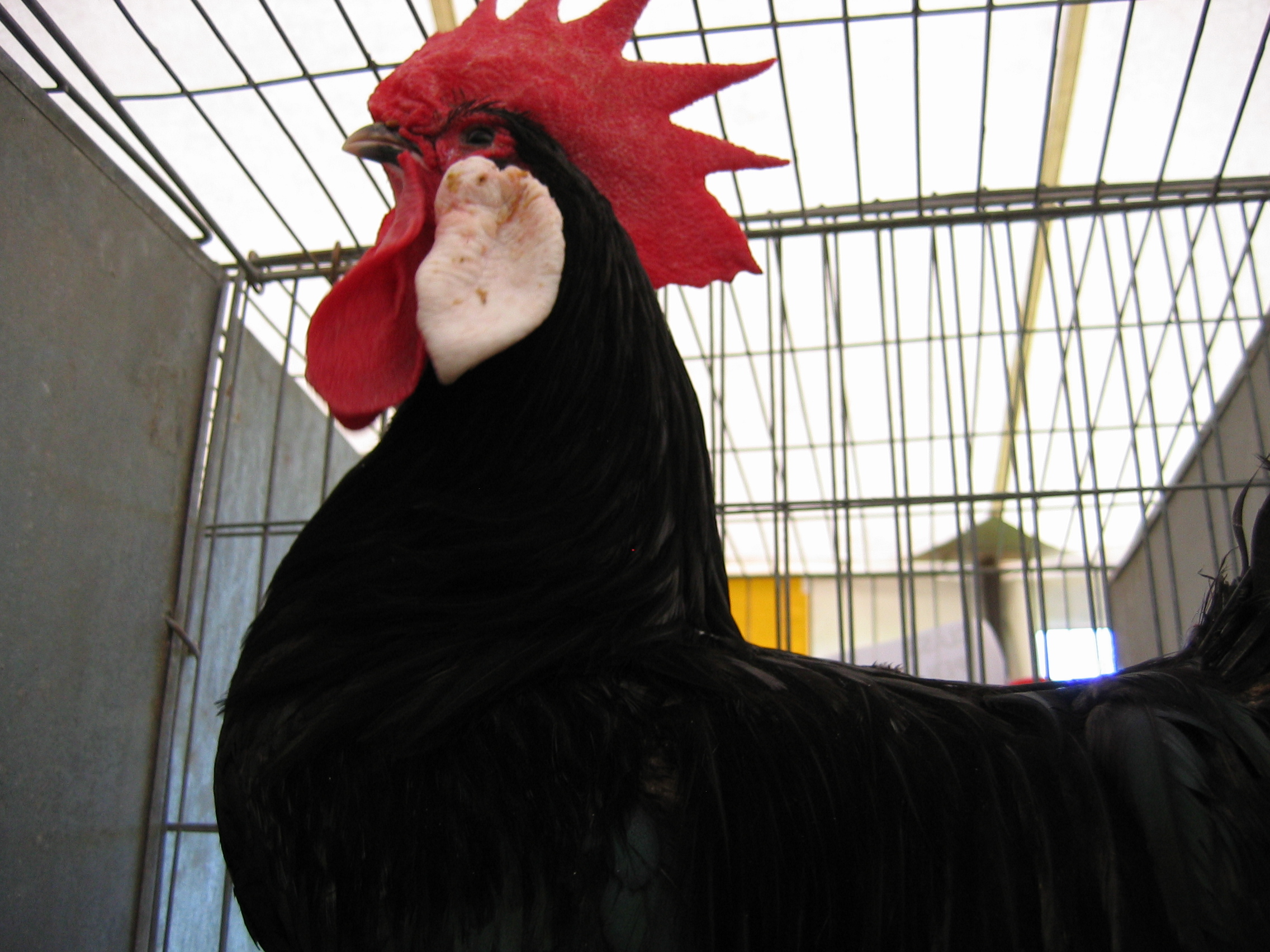
Galo de Menorca preto

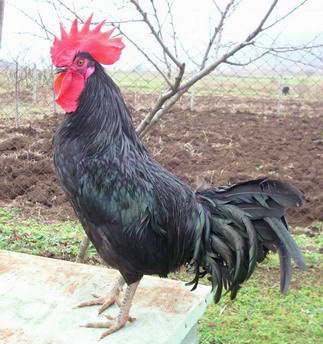
Galo Shumen preto

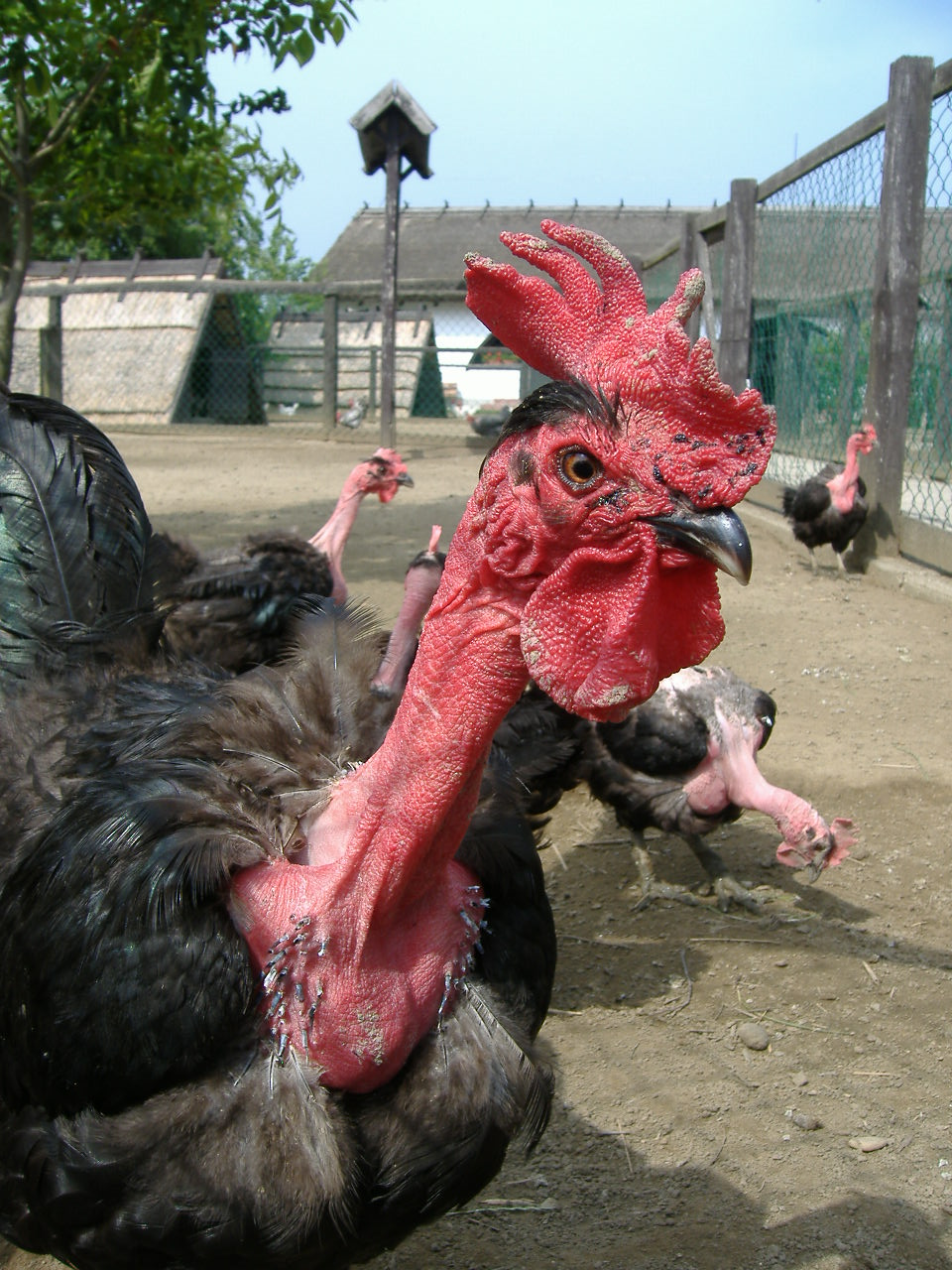
Galo de pescoço nu da Transilvânia

- Australorp
- Breda
- Castelhano Preto
- Cubalaya[2]
- Crevecoeur
- Jersey Giant
- La Flèche
- Minorca
- Sumatra
- Pescoço nu da Transilvânia
- Utrerana Negra
- Espanhol preto branco

## Raças com variedades de plumagem preta
- Andaluz
- Aseel Rampur
- Araucana
- Ausburger [3]
- Barnevelder
- Galo anão barbudo d'Anvers
- Galinha anã barbudo d'Uccle
- Bergische Schlotterkamm bantam
- Shumen preto
- Galinha Anã
- Galinha anã birmanesa
- Cochin
- Galinha anã holandesa
- Faverolles
- Frizzle (o termo também pode descrever o tipo de plumagem de frizzle, bem como esta raça específica)
- Azul da Andaluzia (artigo em espanhol)
- Hamburgo
- Java
- Langshan
- Leghorn
- Jogo moderno
- Pescoço nu
- Jogo de inglês antigo
- Orpington
- Plymouth Rock
- polonês
- Schamoo
- Shumen
- Silkie
- Wyandotte